# Lasiochlamys rivularis
Lasiochlamys rivularis är en videväxtart som beskrevs av Herman Otto Sleumer. Lasiochlamys rivularis ingår i släktet Lasiochlamys och familjen videväxter. Inga underarter finns listade i Catalogue of Life.